# Vincent Boreing

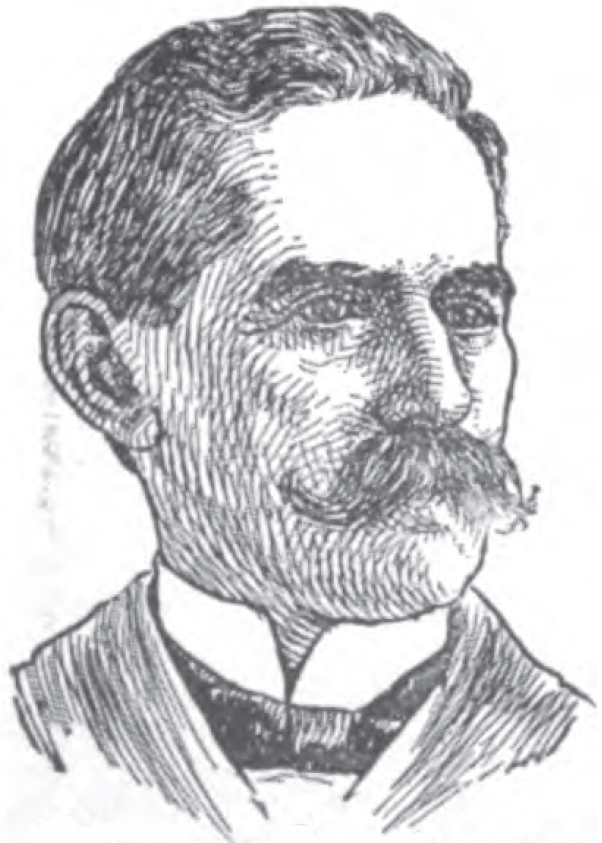
Vincent Boreing

Vincent Boreing (* 24. November 1839 bei Jonesborough, Tennessee; † 16. September 1903 in London, Kentucky) war ein US-amerikanischer Politiker. Zwischen 1899 und 1903 vertrat er den Bundesstaat Kentucky im US-Repräsentantenhaus.

## Werdegang
Im Jahr 1847 zog Vincent Boreing mit seinem Vater nach Laurel County in Kentucky. Er besuchte das Laurel Seminary in London und das Tusculum College in Tennessee. Während des Bürgerkrieges diente er als Soldat im Heer der Union. Für seine militärischen Leistungen wurde er zum Oberleutnant befördert. Zwischen 1868 und 1872 war Boreing Schulrat im Laurel County. Im Jahr 1875 gründete er in London die Zeitung „Mountain Echo“. Diese war die erste republikanische Zeitung im südöstlichen Kentucky. 1886 wurde er zum Bezirksrichter ernannt; im Jahr darauf wurde Boreing Leiter der Firma Cumberland Valley Land Co. 1888 wurde er Präsident der First National Bank of London. Ein Jahr später wiederum leitete er als Department Commander für Kentucky die Veteranenorganisation der früheren Unionssoldaten, Grand Army of the Republic.
Boreing war Mitglied der Republikanischen Partei. Bei den Kongresswahlen des Jahres 1898 wurde er im elften Wahlbezirk von Kentucky in das US-Repräsentantenhaus in Washington, D.C. gewählt, wo er am 4. März 1899 die Nachfolge von David Grant Colson antrat. Nach zwei Wiederwahlen konnte er bis zu seinem Tod am 16. September 1903 im Kongress verbleiben.